# Hagen Pohle
Hagen Pohle (* 5. März 1992 in Frankfurt an der Oder) ist ein deutscher Geher.
Im 10.000-Meter-Gehen siegte er bei den Jugendweltmeisterschaften 2009 in Brixen und bei den Junioreneuropameisterschaften 2011 in Tallinn.
Im 20-km-Gehen wurde er bei den U23-Europameisterschaften 2013 in Tampere Europameister. Bei den Europameisterschaften 2014 in Zürich kam er auf den 14. Platz und bei den Weltmeisterschaften 2015 in Peking auf den 18. Platz. Ebenfalls den 18. Platz erreichte Pohle bei den Olympischen Spielen 2016 in Rio de Janeiro. Bei den Weltmeisterschaften 2017 in London erzielte er den 17. Platz. Bei den Europameisterschaften 2018 in Berlin belegte er Platz 8, seine bisher beste internationale Platzierung im Aktivenbereich.
2013 wurde er Deutscher Meister über 20 km, 2017 über 10.000 Meter. Seit 2009 hält er die Deutschen Jugendrekorde der U18 im 10.000- und 5000-Meter-Bahngehen sowie im 5000-Meter-Hallengehen.

## Persönliche Bestzeiten
- 5000 m Gehen (Halle): 18:54,32 min, 14. Februar 2016, Erfurt
- 10.000 m Gehen: 39:39,45 min, 16. September 2017, Diez
- 10 km Gehen: 41:15 min, 10. April 2010, Poděbrady
- 20 km Gehen: 1:19:58 h, 9. April 2016, Podebrady
- 50 km Gehen: 3:51:18 h, 10. Oktober 2015, Andernach

## Berufsweg
Seit September 2011 ist Hagen Pohle in der Spitzensportförderung der Bundespolizei. Der Polizeihauptmeister ist Angehöriger der Bundespolizeisportschule Kienbaum.